# Правительство Берлускони (второе)
Второе правительство Берлускони — 57-е правительство Итальянской Республики, действовало с 11 июня 2001 по 23 апреля 2005 года под председательством Сильвио Берлускони.

## Общие сведения
Первое правительство, сформированное парламентом XIV-го созыва по итогам парламентских выборов 13 мая 2001 года, сменило второе правительство Амато и действовало с 11 июня 2001 по 23 апреля 2005 года.

## История

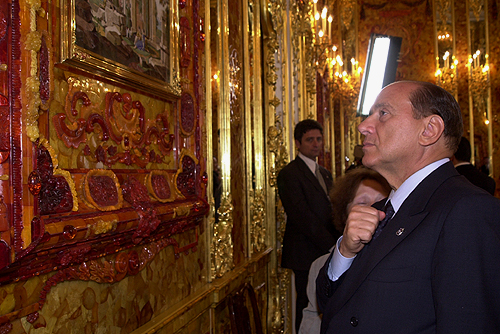
Берлускони в Янтарной комнате Екатерининского дворца 31 мая 2003 года.

Второе правительство Берлускони оставалось у власти 1409 дней, что делает срок его полномочий самым длительным в истории Итальянской Республики. В его состав входили 25 министров, двое из которых были заместителями председателя правительства, а 9 — министрами без портфеля. В период его деятельности в 2002 году через парламент был проведён закон Босси-Фини, регламентирующий иммиграцию (Legge Bossi-Fini), в 2003 году — инициированный министром здравоохранения Сиркья закон об ограничении курения (Legge Sirchia), а также закон о введении штрафных талонов для водителей (Patente a punti). Согласно этому последнему закону каждый водитель получал изначально 20 баллов, которые снимались за каждое нарушение, а в случае их исчерпания водитель направлялся на экзамен по правилам дорожного движения. Крупным скандалом стало столкновение Берлускони с председателем Европарламента Мартином Шульцем во время заседания: итальянский премьер заметил, что Шульц подходит для исполнения в кино роли надзирателя концлагеря (см. YouTube).
30 июня 2001 года правительство приняло постановление № 246 о снижении акцизов для нефтеперерабатывающей промышленности, 4 августа 2001 года парламент утвердил его законом № 330 (опубликован 18 августа 2001 года).
1 января 2002 года вошёл в оборот наличный евро (первые три месяца можно было пользоваться также итальянскими лирами). Премьер-министр Берлускони обосновывал это решение выгодой от объединения валюты всего европейского пространства, но спустя десять лет назвал переход на евро катастрофой. Министр экономики Джулио Тремонти своего положительного отношения к единой валюте не изменил.
К концу существования второго правительства Берлускони, в 2005 году, налоги составили 40,3 % ВВП Италии (в 2000 году, при правительстве Д’Алема, их уровень достигал 41,5 % ВВП). Также за время деятельности второго правительства Берлускони спред между стоимостью долгосрочных бонов итальянского казначейства (BTP) и десятилетних федеральных казначейских обязательств ФРГ (Bundesanleihe) снизился с показателя 37,5 пунктов до 15,2 пунктов, что свидетельствовало об улучшении финансового положения Италии.
3-4 апреля 2005 года правоцентристы потерпели сокрушительное поражение на местных выборах, проиграв в 12 из 14 областей и сохранив свою власть только в двух (Ломбардия и Венеция) против прежних восьми. Представители Новой ИСП и Союза христианских демократов и центра вышли из правительства, 20 апреля 2005 года Берлускони ушёл в отставку и 23 апреля было сформировано его третье правительство.

## Правящая коалиция
- Вперёд, Италия
- Лига Севера
- Новая итальянская социалистическая партия
- Национальный альянс
- ХДЦ[итал.]-ОХД[итал.] / Союз христианских демократов и центра
- Итальянская республиканская партия

## Изменения в составе правительства
12 июня 2001 года, в день вступления в должность младших статс-секретарей, Раффаэле Коста, назначенный младшим статс-секретарём Министерства труда, отказался принести присягу, поскольку рассчитывал на должность министра, и не вступил в должность.
6 января 2002 года Ренато Руджеро ушёл в отставку с должности министра иностранных дел.
3 июля 2002 года министр внутренних дел Клаудио Скайола ушёл в отставку из-за скандала, вызванного его пренебрежительным комментарием относительно убийства Красными бригадами профессора Марко Бьяджи. На его место назначен Джузеппе Пизану, освободивший кресло министра актуализации программы правительства.
14 ноября 2002 года президент Чампи подписал указ о назначении министром иностранных дел Франко Фраттини (указ опубликован 16 ноября). Фраттини сменил Сильвио Берлускони, который занимал это кресло после Руджеро. Министром государственной службы вместо Фраттини стал Луиджи Мадзелла.
6 декабря 2002 года входящие в правительственную коалицию Христианско-демократический центр (Centro cristiano democratico) и Объединённые христианские демократы (Cristiani democratici uniti) объединились с Европейской демократией (Democrazia europea) в новую партию — Союз христианских демократов и центра.
2 июля 2004 года министр экономики Джулио Тремонти подал в отставку, и 3 июля президент Чампи её принял, назначив исполняющим обязанности министра Берлускони.
16 июля 2004 года новым министром экономики назначен Доменико Синискалько.
18 июля 2004 года министр без портфеля по конституционной реформе Умберто Босси подал в отставку, 19 июля президент Чампи подписал указ о её принятии (опубликован 20 июля).
20 июля 2004 года новым министром реформ назначен Роберто Кальдероли.
18 ноября 2004 года заместитель председателя Совета министров Италии Джанфранко Фини получил портфель министра иностранных дел после назначения Франко Фраттини европейским комиссаром юстиции в комиссии Баррозу.
2 декабря 2004 года президент Чампи подписал указы о принятии отставки министра государственной службы Луиджи Мадзелла и назначении на его место младшего статс-секретаря Марио Баччини (оба указа были опубликованы 7 декабря).
Также 2 декабря 2004 года Марко Фоллини назначен заместителем премьер-министра.
15 апреля 2005 года из правительства вышли все представители Союза христианских демократов и центра: вице-премьер Марко Фоллини, министр государственной службы Марио Баччини, министр по связям с парламентом Карло Джованарди и министр европейской политики Рокко Буттильоне.

## Список
| Должность                                                                   | Имя                                    | Партия       | Примечания                                                         |
| --------------------------------------------------------------------------- | -------------------------------------- | ------------ | ------------------------------------------------------------------ |
| Аппарат Совета министров                                                    |                                        |              |                                                                    |
| Председатель                                                                | Сильвио Берлускони                     | ВИ           |                                                                    |
| Заместитель председателя Совета министров                                   | Джанфранко Фини                        | НА           |                                                                    |
| Заместитель председателя Совета министров                                   | Марко Фоллини                          | СХДЦ         | Со 2 декабря 2004 года.                                            |
| Младший статс-секретарь                                                     | Джанни Летта                           | ВИ           | Секретарь Совета министров                                         |
| Младший статс-секретарь                                                     | Паоло Бонаюти                          | ВИ           |                                                                    |
| Министерство иностранных дел                                                |                                        |              |                                                                    |
| Министр                                                                     | Джанфранко Фини                        | НА           | С 18 ноября 2004 года                                              |
| Министр                                                                     | Франко Фраттини                        | ВИ           | С 14 ноября 2002 до 18 ноября 2004 года                            |
| Министр                                                                     | Сильвио Берлускони                     | ВИ           | Временно исполняющий обязанности с 6 января по 14 ноября 2002 года |
| Министр                                                                     | Ренато Руджеро                         | Независимый  | До 6 января 2002                                                   |
| Младший статс-секретарь                                                     | Роберто Антонионе                      | ВИ           |                                                                    |
| Младший статс-секретарь                                                     | Маргерита Бонивер                      | ВИ           |                                                                    |
| Младший статс-секретарь                                                     | Альфредо Мантика                       | НА           |                                                                    |
| Младший статс-секретарь                                                     | Джампаоло Беттамио                     | ВИ           |                                                                    |
| Младший статс-секретарь                                                     | Марио Баччини                          | СХДЦ         | До 6 декабря 2002 года представлял ХДЦ.                            |
| Министерство внутренних дел                                                 |                                        |              |                                                                    |
| Министр                                                                     | Джузеппе Пизану                        | ВИ           | С 3 июля 2002 года                                                 |
| Министр                                                                     | Клаудио Скайола                        | ВИ           | До 3 июля 2002 года                                                |
| Младший статс-секретарь                                                     | Маурицио Балокки                       | ЛС           |                                                                    |
| Младший статс-секретарь                                                     | Антонио Д’Али                          | ВИ           |                                                                    |
| Младший статс-секретарь                                                     | Альфредо Мантовано                     | НА           |                                                                    |
| Младший статс-секретарь                                                     | Микеле Сапонара                        | ВИ           |                                                                    |
| Младший статс-секретарь                                                     | Карло Таормина                         | ВИ           | До 5 декабря 2004 года                                             |
| Министерство обороны                                                        |                                        |              |                                                                    |
| Министр                                                                     | Антонио Мартино                        | ВИ           |                                                                    |
| Младший статс-секретарь                                                     | Филиппо Берселли                       | НА           |                                                                    |
| Младший статс-секретарь                                                     | Франческо Бози                         | СХДЦ         | До 6 декабря 2002 года представлял ХДЦ.                            |
| Младший статс-секретарь                                                     | Сальваторе Чику                        | ВИ           |                                                                    |
| Младший статс-секретарь                                                     | Джузеппе Драго                         | СХДЦ         | С 30 декабря 2004 года                                             |
| Министерство юстиции                                                        |                                        |              |                                                                    |
| Министр                                                                     | Роберто Кастелли                       | ЛС           |                                                                    |
| Младший статс-секретарь                                                     | Йоле Сантелли                          | ВИ           |                                                                    |
| Младший статс-секретарь                                                     | Джузеппе Валентино                     | НА           |                                                                    |
| Младший статс-секретарь                                                     | Луиджи Витали                          | ВИ           | С 30 декабря 2004 года.                                            |
| Младший статс-секретарь                                                     | Микеле Вьетти                          | СХДЦ         | До 6 декабря 2002 года представлял ХДЦ.                            |
| Министерство экономики и финансов                                           |                                        |              |                                                                    |
| Министр                                                                     | Доменико Синискалько                   | Независимый. | С 16 июля 2004 года.                                               |
| Министр                                                                     | Сильвио Берлускони                     | ВИ           | Временно исполняющий обязанности с 3 по 16 июля 2004 года.         |
| Министр                                                                     | Джулио Тремонти                        | ВИ           | До 3 июля 2004 года.                                               |
| Заместитель министра                                                        | Марио Бальдассари                      | НА           |                                                                    |
| Заместитель министра                                                        | Джанфранко Миччике                     | ВИ           | С полномочиями по решению проблем Юга Италии.                      |
| Младший статс-секретарь                                                     | Мария Тереза Армосино                  | ВИ           |                                                                    |
| Младший статс-секретарь                                                     | Манило Контенто                        | НА           |                                                                    |
| Младший статс-секретарь                                                     | Джузеппе Вегас                         | ВИ           |                                                                    |
| Младший статс-секретарь                                                     | Даниэле Мольгора                       | Лига Севера  |                                                                    |
| Младший статс-секретарь                                                     | Вито Танци                             | Независимый. | До 17 июля 2003 года.                                              |
| Младший статс-секретарь                                                     | Джанлуиджи Магри                       | СХДЦ         | С 4 февраля 2003 года.                                             |
| Министерство производственной деятельности                                  |                                        |              |                                                                    |
| Министр                                                                     | Антонио Марцано                        | ВИ           |                                                                    |
| Заместитель министра                                                        | Адольфо Урсо                           | НА           |                                                                    |
| Младший статс-секретарь                                                     | Марио Вальдуччи                        | ВИ           |                                                                    |
| Младший статс-секретарь                                                     | Роберто Кота                           | ЛС           | С 30 декабря 2004 года.                                            |
| Младший статс-секретарь                                                     | Джузеппе Галати (Giuseppe Galati)      | СХДЦ         | До 6 декабря 2002 года представлял ХДЦ.                            |
| Младший статс-секретарь                                                     | Джованни Делл’Эльче                    | ВИ           |                                                                    |
| Младший статс-секретарь                                                     | Стефано Стефани                        | ЛС           | До 17 июля 2003 года.                                              |
| Министерство просвещения, университетов и научных исследований              |                                        |              |                                                                    |
| Министр                                                                     | Летиция Моратти                        | ВИ           |                                                                    |
| Заместитель министра                                                        | Гвидо Посса                            | ВИ           |                                                                    |
| Заместитель министра                                                        | Стефано Кальдоро                       | Новая ИСП    | С 30 декабря 2004 года.                                            |
| Младший статс-секретарь                                                     | Валентина Апреа                        | ВИ           |                                                                    |
| Младший статс-секретарь                                                     | Мария Грация Силиквини                 | НА           |                                                                    |
| Младший статс-секретарь                                                     | Стефано Кальдоро                       | Новая ИСП    | До 30 декабря 2004 года.                                           |
| Министерство труда и социальной политики                                    |                                        |              |                                                                    |
| Министр                                                                     | Роберто Марони                         | ЛС           |                                                                    |
| Младший статс-секретарь                                                     | Альберто Брамбилла (Alberto Brambilla) | ЛС           |                                                                    |
| Младший статс-секретарь                                                     | Маурицио Саккони                       | ВИ           |                                                                    |
| Младший статс-секретарь                                                     | Грация Сестини                         | ВИ           |                                                                    |
| Младший статс-секретарь                                                     | Паскуале Вьесполи                      | НА           |                                                                    |
| Младший статс-секретарь                                                     | Роберто Россо                          | ВИ           | С 30 декабря 2004 года.                                            |
| Министерство сельскохозяйственной и лесной политики                         |                                        |              |                                                                    |
| Министр                                                                     | Джованни Алеманно                      | НА           |                                                                    |
| Младший статс-секретарь                                                     | Терезио Дельфино                       | СХДЦ         | До 6 декабря 2002 года представлял ОХД.                            |
| Младший статс-секретарь                                                     | Джанпаоло Доццо                        | ЛС           |                                                                    |
| Младший статс-секретарь                                                     | Паоло Скарпа Бонацца Буора             | ВИ           |                                                                    |
| Министерство окружающей среды и защиты земель                               |                                        |              |                                                                    |
| Министр                                                                     | Альтеро Маттеоли                       | НА           |                                                                    |
| Заместитель министра                                                        | Франческо Нукара                       | ИРП          | С 30 декабря 2004 года.                                            |
| Младший статс-секретарь                                                     | Франческо Нукара                       | ИРП          | До 30 декабря 2004 года.                                           |
| Младший статс-секретарь                                                     | Роберто Тортоли                        | ВИ           |                                                                    |
| Младший статс-секретарь                                                     | Стефано Стефани                        | ЛС           | С 30 декабря 2004 года.                                            |
| Младший статс-секретарь                                                     | Антонио Мартушелло                     | ВИ           | До 30 декабря 2004 года.                                           |
| Министерство инфраструктуры и транспорта                                    |                                        |              |                                                                    |
| Министр                                                                     | Пьетро Лунарди                         | Независимый. |                                                                    |
| Заместитель министра                                                        | Уго Мартинат                           | НА           |                                                                    |
| Заместитель министра                                                        | Марио Тассоне                          | СХДЦ         | До 6 декабря 2002 года представлял ОХД.                            |
| Младший статс-секретарь                                                     | Нино Соспири                           | НА           |                                                                    |
| Младший статс-секретарь                                                     | Гвидо Вичеконте                        | ВИ           |                                                                    |
| Младший статс-секретарь                                                     | Паоло Удже                             | ВИ           | С 7 марта 2003 года.                                               |
| Младший статс-секретарь                                                     | Сильвано Моффа                         | НА           | С 30 декабря 2004 года.                                            |
| Младший статс-секретарь                                                     | Джованни Ричевуто                      | Новая ИСП    | С 30 декабря 2004 года.                                            |
| Младший статс-секретарь                                                     | Паоло Маммола                          | ВИ           |                                                                    |
| Младший статс-секретарь                                                     | Джанкарло Джорджетти                   | ЛС           | До 21 июня 2001 года.                                              |
| Министерство здравоохранения                                                |                                        |              |                                                                    |
| Министр                                                                     | Джироламо Сиркья                       | Независимый  |                                                                    |
| Младший статс-секретарь                                                     | Чезаре Курси                           | НА           |                                                                    |
| Младший статс-секретарь                                                     | Мария Элизабетта Альберти-Казеллати    | ВИ           | С 30 декабря 2004 года.                                            |
| Младший статс-секретарь                                                     | Антонио Гуиди                          | ВИ           |                                                                    |
| Младший статс-секретарь                                                     | Рокко Салини                           | ВИ           | С 11 марта 2005 года.                                              |
| Министерство культурного наследия и культурной деятельности                 |                                        |              |                                                                    |
| Министр                                                                     | Джулиано Урбани                        | ВИ           |                                                                    |
| Заместитель министра                                                        | Антонио Мартушелло                     | ВИ           | С 30 декабря 2004 года.                                            |
| Младший статс-секретарь                                                     | Никола Боно                            | НА           |                                                                    |
| Младший статс-секретарь                                                     | Марио Песканте                         | ВИ           | Сфера полномочий: спорт.                                           |
| Младший статс-секретарь                                                     | Витторио Сгарби                        | ВИ           | До 25 июня 2002 года.                                              |
| Министерство связи                                                          |                                        |              |                                                                    |
| Министр                                                                     | Маурицио Гаспарри                      | НА           |                                                                    |
| Младший статс-секретарь                                                     | Массимо Бальдини                       | ВИ           |                                                                    |
| Младший статс-секретарь                                                     | Джанкарло Инноченци                    | ВИ           |                                                                    |
| Связи с регионами и автономиями                                             |                                        |              |                                                                    |
| Министр без портфеля                                                        | Энрико Ла Лоджа                        | ВИ           |                                                                    |
| Младший статс-секретарь                                                     | Альберто Гальярди                      | ВИ           |                                                                    |
| Актуализация программы правительства (Attuazione programma di governo)      |                                        |              |                                                                    |
| Министр без портфеля                                                        | Клаудио Скайола                        | ВИ           | С 28 августа 2003 года                                             |
| Министр без портфеля                                                        | Джузеппе Пизану                        | ВИ           | До 3 июля 2002 года                                                |
| Государственная служба (Funzione pubblica) и Олимпийские игры               |                                        |              |                                                                    |
| Министр без портфеля                                                        | Марио Баччини                          | СХДЦ         | Со 2 декабря 2004 года.                                            |
| Министр без портфеля                                                        | Луиджи Мадзелла                        | Независимый  | С 14 ноября 2002 по 2 декабря 2004 года                            |
| Министр без портфеля                                                        | Франко Фраттини                        | ВИ           | До 14 ноября 2002 года                                             |
| Младший статс-секретарь                                                     | Леарко Сапорито                        | НА           |                                                                    |
| Инновации и технологии (Innovazione e tecnologie)                           |                                        |              |                                                                    |
| Министр без портфеля                                                        | Лучо Станка                            | ВИ           |                                                                    |
| Итальянцы в мире (Italiani nel mondo)                                       |                                        |              |                                                                    |
| Министр без портфеля                                                        | Мирко Тремалья                         | НА           |                                                                    |
| Обеспечение равных возможностей                                             |                                        |              |                                                                    |
| Министр без портфеля                                                        | Стефания Престиджакомо                 | ВИ           |                                                                    |
| Европейская политика (Politiche comunitarie)                                |                                        |              |                                                                    |
| Министр без портфеля                                                        | Рокко Буттильоне                       | СХДЦ         | До 6 декабря 2002 года представлял ОХД.                            |
| Институциональные реформы и деволюция (Riforme istituzionali e devoluzione) |                                        |              |                                                                    |
| Министр без портфеля                                                        | Роберто Кальдероли                     | ЛС           | С 20 июля 2004 года.                                               |
| Министр без портфеля                                                        | Умберто Босси                          | ЛС           | До 19 июля 2004 года.                                              |
| Младший статс-секретарь                                                     | Альдо Бранкер                          | ВИ           |                                                                    |
| Младший статс-секретарь                                                     | Джан Паоло Гоббо                       | ЛС           |                                                                    |
| Связи с парламентом                                                         |                                        |              |                                                                    |
| Министр без портфеля                                                        | Карло Джованарди                       | СХДЦ         | До 6 декабря 2002 года представлял ХДЦ.                            |
| Младший статс-секретарь                                                     | Козимо Вентуччи                        | ВИ           |                                                                    |